# NHL Entry Draft 2019
NHL Entry Draft 2019 – 57. draft w historii odbył się 21–22 czerwca 2019 w hali Rogers Arena w Vancouver (Kanada).
Wśród drużyn, które nie awansowały do play-off 9 kwietnia 2019, w losowaniu poprzedzającym draft, wybrane zostały drużyny mające pierwszeństwo naboru. Pierwszeństwo wylosowała drużyna New Jersey Devils przed New York Rangers i Chicago Blackhawks.
W drafcie mogli uczestniczyć zawodnicy urodzeni pomiędzy 1 stycznia 1999 a 15 września 2001 oraz niedraftowani hokeiści urodzeni poza Ameryką Północną w roku 1998. Ponadto zawodnicy urodzeni po 30 czerwca 1999, którzy byli draftowani w 2017 ale nie podpisali kontraktu z drużynami NHL mogli uczestniczyć w drafcie ponownie.
15 kwietnia 2019 NHL Central Scouting ogłosił listę najbardziej perspektywicznych zawodników z Ameryki Północnej oraz Europy. Na czele listy znaleźli się Amerykanin Jack Hughes i Fin Kaapo Kakko.
W drafcie wybranych zostało 217 graczy z 12 krajów. Poza Kanadą (69 zawodników) i Stanami Zjednoczonymi (57) najwięcej graczy pochodziło z  Rosji (28), Szwecji (26) i Finlandii (22).

## Runda 1

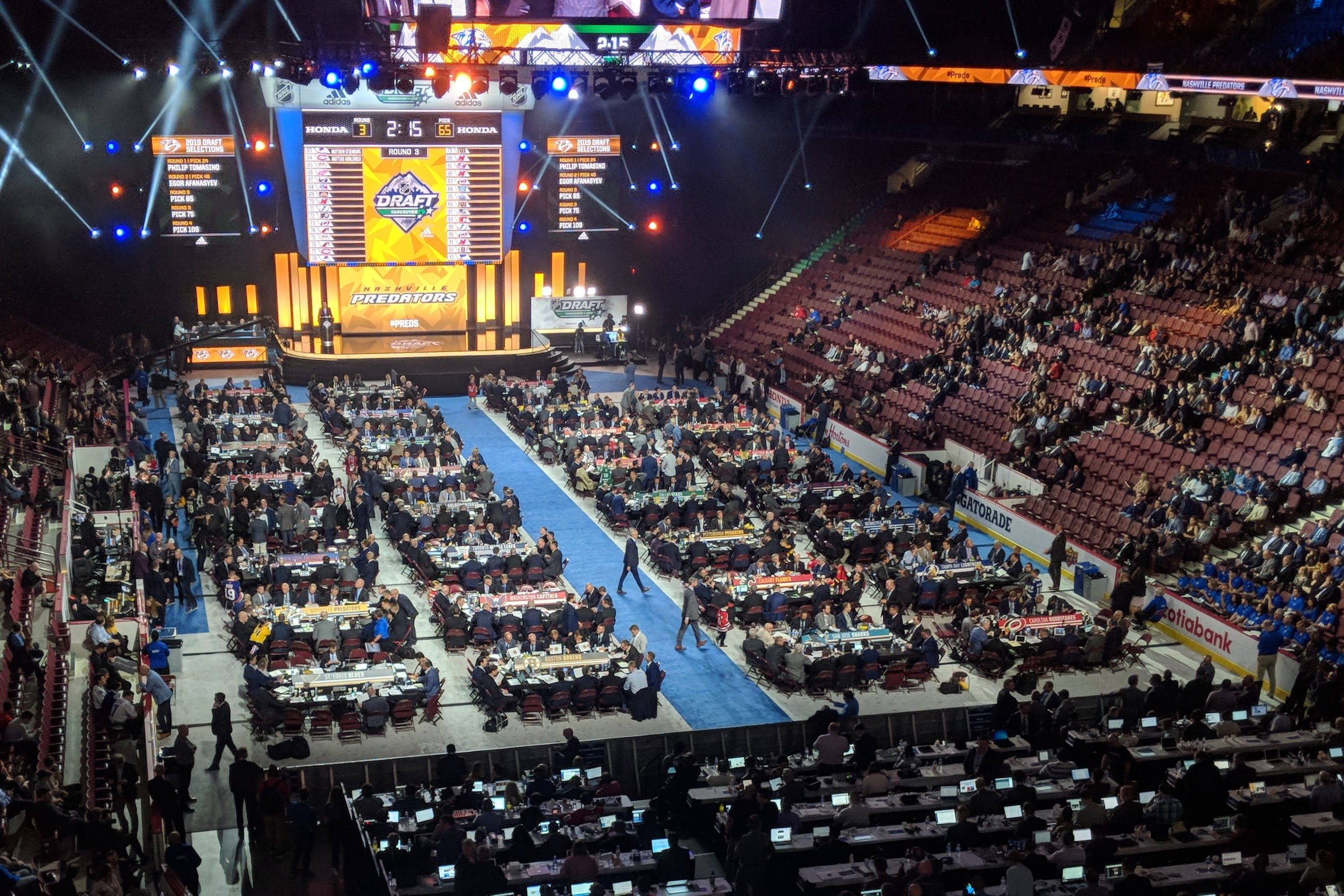
Rogers Arena podczas NHL Entry Draft 2019

| #   | Zawodnik          | Pozycja         | Drużyna NHL                            | Klub macierzysty                |
| --- | ----------------- | --------------- | -------------------------------------- | ------------------------------- |
| 1   | Jack Hughes       | Środkowy        | New Jersey Devils                      | USA Hockey National Team (USHL) |
| 2   | Kaapo Kakko       | Prawoskrzydłowy | New York Rangers                       | TPS Turku (Liiga)               |
| 3   | Kirby Dach        | Środkowy        | Chicago Blackhawks                     | Saskatoon Blades (WHL)          |
| 4   | Bowen Byram       | Obrońca         | Colorado Avalanche (za Senators)       | Vancouver Giants (WHL)          |
| 5   | Alex Turcotte     | Środkowy        | Los Angeles Kings                      | USA Hockey National Team (USHL) |
| 6   | Moritz Seider     | Obrońca         | Detroit Red Wings                      | Adler Mannheim (DEL)            |
| 7   | Dylan Cozens      | Środkowy        | Buffalo Sabres                         | Lethbridge Hurricanes (WHL)     |
| 8   | Philip Broberg    | Obrońca         | Edmonton Oilers                        | AIK (Allsvenskan)               |
| 9   | Trevor Zegras     | Środkowy        | Anaheim Ducks                          | USA Hockey National Team (USHL) |
| 10  | Wasilij Podkołzin | Prawoskrzydłowy | Vancouver Canucks                      | SKA-Niewa (WHL)                 |
| 11. | Victor Söderström | Obrońca         | Arizona Coyotes (za Flyers)            | Brynäs IF (SHL)                 |
| 12. | Matthew Boldy     | Lewoskrzydłowy  | Minnesota Wild                         | USA Hockey National Team (USHL) |
| 13. | Spencer Knight    | Bramkarz        | Florida Panthers                       | USA Hockey National Team (USHL) |
| 14. | Cameron York      | Obrońca         | Philadelphia Flyers (za Coyotes)       | USA Hockey National Team (USHL) |
| 15. | Cole Caufield     | Prawoskrzydłowy | Montreal Canadiens                     | USA Hockey National Team (USHL) |
| 16. | Alex Newhook      | Środkowy        | Colorado Avalanche                     | Victoria Grizzlies (BCHL)       |
| 17. | Peyton Krebs      | Środkowy        | Vegas Golden Knights                   | Kootenay Ice (WHL)              |
| 18. | Thomas Harley     | Obrońca         | Dallas Stars                           | Mississauga Steelheads (OHL)    |
| 19. | Lassi Thomson     | Obrońca         | Ottawa Senators (za Blue Jackets)      | Kelowna Rockets (WHL))          |
| 20. | Ville Heinola     | Obrońca         | Winnipeg Jets (za Rangers)             | Lukko (Liiga)                   |
| 21. | Samuel Poulin     | Prawoskrzydłowy | Pittsburgh Penguins                    | Sherbrooke Phoenix (QMJHL)      |
| 22. | Tobias Bjornfot   | Obrońca         | Los Angeles Kings (za Maple Leafs)     | Djurgårdens IF (SHL)            |
| 23. | Simon Holmström   | Prawoskrzydłowy | New York Islanders                     | HV71 Jr. (J20 SuperElit)        |
| 24. | Philip Tomasino   | Środkowy        | Nashville Predators                    | Niagara IceDogs (OHL)           |
| 25. | Connor McMichael  | Środkowy        | Washington Capitals)                   | London Knights (OHL)            |
| 26. | Jakob Pelletier   | Lewoskrzydłowy  | Calgary Flames                         | Moncton Wildcats (QMJHL)        |
| 27. | Nolan Foote       | Lewoskrzydłowy  | Tampa Bay Lightning                    | Kelowna Rockets (WHL)           |
| 28. | Ryan Suzuki       | Środkowy        | Carolina Hurricanes                    | Barrie Colts (OHL)              |
| 29. | Brayden Tracey    | Lewoskrzydłowy  | Anaheim Ducks (za Sharks przez Sabres) | Moose Jaw Warriors (WHL)        |
| 30. | John Beecher      | Środkowy        | Boston Bruins                          | USA Hockey National Team (USHL) |
| 31. | Ryan Johnson      | Obrońca         | Buffalo Sabres (za Blues)              | Sioux City Musketeers (USHL)    |

## Runda 3
| #  | Zawodnik       | Pozycja  | Drużyna NHL     | Klub macierzysty         |
| -- | -------------- | -------- | --------------- | ------------------------ |
| 85 | Ilja Konowałow | Bramkarz | Edmonton Oilers | Łokomotiw Jarosław (KHL) |

## Runda 5
| #   | Zawodnik            | Pozycja   | Drużyna NHL                                              | Klub macierzysty             |
| --- | ------------------- | --------- | -------------------------------------------------------- | ---------------------------- |
| 129 | Arsienij Griciuk    | Napastnik | New Jersey Devils (z Buffalo przez Detroit i Washington) | Omskie Jastrieby (MHL)       |
| 139 | Marcus Kallionkieli | Napastnik | Vegas Golden Knights (z Montrealu)                       | Sioux City Musketeers (USHL) |